# 39. Kurentovanje (1999)
Kurentovanje 1999 je bil devetintridesetni uradni ptujski karneval, ki je potekal med 6. in 16. februarjem.
Letošnje 11-dnevno Kurentovanje, je pod vodstvom Branka Brumna, četrtič zapored organiziralo Gospodarsko interesno združenje za turizem Poetovio VIVAT. Častni pokrovitelj letošnjega Kurentovanja je bil po 2 letih spet predsednik republike Milan Kučan. Osrednjo karnevalsko povorko si je v rahlem sneženju in precej hladnem vremenu ogledalo zgolj 10.000 obiskovalcev, kar je drugi najslabši obisk karnevalske povorke v zgodovini Kurentovanja, slabše obiskana je bila le tista prva izvedba leta 1960, ko se je zbralo 5.000 obiskovalcev. Karnevalski šotor so prestavili na novo lokacijo na desni breg Drave, na Zadružni trg ob pešmostu.
Letelo je precej očitkov da se namesto poudarka na samem fašenku, ptujsko pustovanje vedno bolj sprevrača v večerne veselice v šotoru, teh pa je že vse polno v okoliških vaseh in na zelo slab obisk. Tudi kupov snega po mestu niso očistili, tako kot bi morali. Kot da to še ne bi bilo dovolj pa je ptujski župan izpustil vsakoletni vrhunec kurentovanja, nedeljsko karnevalsko povorko, ampak je župan Miroslav Luci raje spremljal Turistično društvo v Združene arabske emirate, kjer so predstavili film o Ptuju, ki naj bi prispeval k večjemu turizmu.

## Celoten spored kurentovanja

### Glavni tradicionalni dogodki
| Od   | Dogodek                            | Dan                      |
| ---- | ---------------------------------- | ------------------------ |
| 1998 | 2. Otvoritvena etnografska povorka | predpustna sobota (6.2.) |
| 1960 | 39. mednarodna karnevalska povorka | pustna nedelja (14.2.)   |
| 1960 | 39. Pokop pusta                    | pustna torek (16.2.)     |

### Večerni prikaz ptujskih etnografskih likov
| Mestni trg (18.00) – Novi trg (18.20) – Slovenski trg (18.40) | |                       |
| 6.2.                                                          | Večerni prikazi naslednjih etnografskih likov; Kurent (korant), Pokači, Ruse, Medvedi, Vile, Dornavski cigani, Jürek in rabolj, Ploharji, Baba deda nosi, Kopjaši in Piceki | predpustna sobota     |
| 7.2.                                                          | Večerni prikazi naslednjih etnografskih likov; Kurent (korant), Pokači, Ruse, Medvedi, Vile, Dornavski cigani, Jürek in rabolj, Ploharji, Baba deda nosi, Kopjaši in Piceki | predpustna nedelja    |
| 8.2.                                                          | Večerni prikazi naslednjih etnografskih likov; Kurent (korant), Pokači, Ruse, Medvedi, Vile, Dornavski cigani, Jürek in rabolj, Ploharji, Baba deda nosi, Kopjaši in Piceki | predpustni ponedeljek |
| 9.2.                                                          | Večerni prikazi naslednjih etnografskih likov; Kurent (korant), Pokači, Ruse, Medvedi, Vile, Dornavski cigani, Jürek in rabolj, Ploharji, Baba deda nosi, Kopjaši in Piceki | predpustni torek      |
| 10.2.                                                         | Večerni prikazi naslednjih etnografskih likov; Kurent (korant), Pokači, Ruse, Medvedi, Vile, Dornavski cigani, Jürek in rabolj, Ploharji, Baba deda nosi, Kopjaši in Piceki | pustna sreda          |
| 11.2.                                                         | Večerni prikazi naslednjih etnografskih likov; Kurent (korant), Pokači, Ruse, Medvedi, Vile, Dornavski cigani, Jürek in rabolj, Ploharji, Baba deda nosi, Kopjaši in Piceki | pustni četrtek        |
| 12.2.                                                         | Večerni prikazi naslednjih etnografskih likov; Kurent (korant), Pokači, Ruse, Medvedi, Vile, Dornavski cigani, Jürek in rabolj, Ploharji, Baba deda nosi, Kopjaši in Piceki | pustni petek          |
| 13.2.                                                         | Večerni prikazi naslednjih etnografskih likov; Kurent (korant), Pokači, Ruse, Medvedi, Vile, Dornavski cigani, Jürek in rabolj, Ploharji, Baba deda nosi, Kopjaši in Piceki | pustni sobota         |
| 15.2.                                                         | Večerni prikazi naslednjih etnografskih likov; Kurent (korant), Pokači, Ruse, Medvedi, Vile, Dornavski cigani, Jürek in rabolj, Ploharji, Baba deda nosi, Kopjaši in Piceki | pustni ponedeljek     |
| 16.2.                                                         | Večerni prikazi naslednjih etnografskih likov; Kurent (korant), Pokači, Ruse, Medvedi, Vile, Dornavski cigani, Jürek in rabolj, Ploharji, Baba deda nosi, Kopjaši in Piceki | pustni torek          |

### Karnevalski šotor
Vsak večer med 19. in 20. uro so se v šotoru predstavljali kurenti in ostali etnografski liki.
| Od   | Dogodek                             | Dan                   |
| ---- | ----------------------------------- | --------------------- |
| 1994 | 6. Veliki karnevalski ples v maskah | pustna sobota (13.2.) |

## Glavni dogodki

### 2. Srečanje slovenskih pustnih etnografskih likov in mask (6.2.)
6. februarja, ob 11. uri dopoldan, je bila otvoritvena slovesnost pred mestno hišo. Sledil je 2. Prikaz slovenskih pustnih etnografskih likov in mask, skupaj je nastopilo okrog 700 etnografskih mask, ki jih je večtisoč glava množica navdušeno pozdravila. Nato se je ob 13. uri dogajanje preselilo v karnevalski šotor, katerega so slovesno otvorili, na novi lokaciji na desnem bregu Drave na parkirišču na Zadružnem trgu. V večernem dogajanju v šotoru je nastopil Agropop so prvič zaplesali člani slovenskih Lions klubov in s tem končali svoje celodnevno bivanje in ogled Ptuja.

### 6. Veliki karnevalski ples v maskah (13.2.)
13. februarja, na pustno soboto zvečer, je potekal osrednji in najbolj obiskan dogodek v karnevalskem šotoru in sicer velik karnevalski ples v maskah (bal). Najboljšim trem karnevalskim skupinam v šotoru so podelili nagrade v skupni vrednosti 190.000 SIT; prva nagrada je znašala 100.000 tolarjev, druga nagrada 60.000 tolarjev in tretja nagrada 30.000 tolarjev. Za zabavo so poskrbeli Štajerskih 7, Tereza Kesovija in skupina Lucky Lips.

### 39. Mednarodna karnevalska povorka (14.2.)
14. februarja, ob 14. uri, na pustno nedeljo, je na osrednji mednarodni karnevalski povorki sodelovalo skupaj 1500 mask (300 korantov, skupaj pa kar 800 etnografskih likov) iz Slovenije in Hrvaške, skupine iz Madžarske, Italije in Bolgarije pa so svojo udeležbo odpovedale.  V povorki se je predstavilo skupaj 37 skupin (15 etnografskih in 22 karnevalskih). V hladnem in rahlo sneženem vremenu se je zbralo le borih 10.000 obiskovalcev, nenavadno malo za ptujski karneval, tako poraznega obiska na pustno nedeljo na Ptuju, ne pomnijo, z izjemo prvega kurentovanja iz 1960. Je bil vzrok res slabo vreme ali pa tudi neobvezna vstopnina po 299 SIT; saj je bila vstopnina na Ptuju vselej jabolko spora, že vse od začetkov Kurentovanja.
Prav tako je na pustno nedeljo v Mestni hiši potekalo prvo srečanje vseh dotedanjih zmagovalk za Miss Slovenije, udeležbo pa sta odpovedali Nataša Abram in Metka Albreht. Morale bi se srečati z Štefko Kučan, a je ta zbolela, zato jo je nadomestila tajnica urada predsednika republike.
Poleg častnega pokrovitelja predsednika RS Milana Kučana, ki je predstavniku vseh korantov podelil sliko Korantova maska, se je tam trlo tudi veliko pomembnežev iz politike in gospodarstva; Janko Razgoršek (minister), Jelko Kacin (poslanec), vsi trije podžupani in največji ptujski direktorji.
| ETNOGRAFSKI DEL; - Ženitovanjski kopijaši - Pokači - Orači - Rusa - Pustni plesači - Dornavski cigani - Jürek in Rabolj - Ploharji - Pihalna godba Ptuj - Kurenti in koranti (skupaj okrog 300) - ...in še 5 ostalih etnografskih likov | KARNEVALSKI DEL; - Termoelektrarna Trbovlje (3 različne skupine) - Ameriški vojaki v Sloveniji - Slovenčki v Evropi - Slovenska mafija - Varčevanje z energijo - Klošar iz Dupleka - T.A.M.-ov pogreb - Prenova zadruge - Mehaniki 21. stoletja - Smrkci (Bukovci) - Dupleški urbanistični projekt - Mravljice (Celje) - Mobilni bataljon slovenske vojske na Natovih vajah - Rožnati valentinčki (OŠ Olga Meglič - ...in še 6 ostalih karnevalskih skupin |

### 39. Pokop pusta (16.2.)
Na pustni torek, 16. februarja, so na popoldanskem dogajanju v mestu tudi uradno pokopali pust. Vsi uradi, trgovine in šole so se zaprli že dopoldan. V šotoru so dopoldan med 8.30 in 13. uro rajali tudi ptujski osnovnošolci in otroci iz vrtcev z Čuki, večer pa se je končal Brendijem in Barabami.

## Karnevalski šotor
Karnevalski šotor je bil postavljen že šesto leto zapored. So ga pa že tretjič prestavili, po tem ko je prvi dve leti stal zraven Minoritskega samostana in naslednja tri leta za avtobusno postajo; je zdaj postavljen na Zadružnem trgu, tik ob pešmostu, na nekdanje odlagališče, danes pa tam stoji urejeno parkirišče. Veliko pritožb je bilo, da je preveč oddaljen od dogajanja v mestnem jedru, da so s tem iztrgali iz rok tisto pravo veseljačenje etnografskih likov in mask staremu mestnemu jedru. Za 11-dnevne prepustnice je bilo treba odšteti 5.999 tolarjev, na voljo pa je bilo le 1200 takšnih kart.
Osrednji, največji in najbolj obiskan dogodek v šotoru je bil "Veliki pustni bal (karnevalski ples) v maskah" na pustno soboto.

### Parkirišče na Zadružnem trgu
| Datum | Vsi nastopajoči                                                                    | Dan                   |
| ----- | ---------------------------------------------------------------------------------- | --------------------- |
| 6.2.  | Slovesna otvoritev karnevalskega šotora ob 13. uri                                 | predpustna sobota     |
| 6.2.  | KURENTI IN OSTALI ETNOGRASKI LIKI (OD 19. DO 20. URE)                              | predpustna sobota     |
| 6.2.  | Agropop in 1. slovenski pustni Lions ples (od 20. do 1. ure)                       | predpustna sobota     |
| 7.2.  | KURENTI IN OSTALI ETNOGRASKI LIKI (OD 19. DO 20. URE)                              | predpustna nedelja    |
| 7.2.  | Simona Weiss (od 20. do 1. ure)                                                    | predpustna nedelja    |
| 8.2.  | KURENTI IN OSTALI ETNOGRASKI LIKI (OD 19. DO 20. URE)                              | predpustni ponedeljek |
| 8.2.  | Hudobni volk in Rok 'n' Band (od 20. do 1. ure)                                    | predpustni ponedeljek |
| 9.2.  | KURENTI IN OSTALI ETNOGRASKI LIKI (OD 19. DO 20. URE)                              | predpustni torek      |
| 9.2.  | Ritmo Loco in Davor Radolfi (od 20. do 1. ure)                                     | predpustni torek      |
| 10.2. | KURENTI IN OSTALI ETNOGRASKI LIKI (OD 19. DO 20. URE)                              | pustna sreda          |
| 10.2. | Nočna izmena in Leteči odred (od 20. do 1. ure)                                    | pustna sreda          |
| 11.2. | KURENTI IN OSTALI ETNOGRASKI LIKI (OD 19. DO 20. URE)                              | pustni četrtek        |
| 11.2. | Plava trava zaborava in Slovenski pustni country večer (od 20. do 1. ure)          | pustni četrtek        |
| 12.2. | KURENTI IN OSTALI ETNOGRASKI LIKI (OD 19. DO 20. URE)                              | pustni petek          |
| 12.2. | Kingston in Victory (od 20. do 1. ure)                                             | pustni petek          |
| 13.2. | KURENTI IN OSTALI ETNOGRASKI LIKI (OD 19. DO 20. URE)                              | pustna sobota         |
| 13.2. | VELIKI PUSTNI BAL z Štajerskih 7, Tereza Kesovija in Lucky Lips (od 20. do 1. ure) | pustna sobota         |
| 14.2. | KURENTI IN OSTALI ETNOGRASKI LIKI (OD 15. URE)                                     | pustna nedelja        |
| 14.2. | Mitreji in Ptujskih 5 (do 1. ure zjutraj)                                          | pustna nedelja        |
| 15.2. | KURENTI IN OSTALI ETNOGRASKI LIKI (OD 19. DO 20. URE)                              | pustni ponedeljek     |
| 15.2. | Zoran Predin, Mar Django Quartet, Pero Lovšin in Križarji (od 20. do 1. ure)       | pustni ponedeljek     |
| 16.2. | Rajanje ptujskih osnovnih šol in vrtcev z Čuki (od 8.30 do 13. ure)                | pustni torek          |
| 16.2. | KURENTI IN OSTALI ETNOGRASKI LIKI (OD 19. DO 20. URE)                              | pustni torek          |
| 16.2. | Brendi in Barabe (od 20. do 1. ure)                                                | pustni torek          |

## Pokrovitelji

### Glavni
- Mestna občina Ptuj

### Ostali
- Perutnina Ptuj
- Nova KBM
- Zavarovalnica Maribor
- Večer
- Pivovarna Laško
- Študentski servis Ptuj Čebelica d.o.o.
- Certus
- Sart
- Daemobil Ptuj
- Telekom Slovenije
- Turistična zveza Slovenije

## Nagrade

### Karnevalske skupine
|            | Nastopajoči                                    | Nagrada          |
| ---------- | ---------------------------------------------- | ---------------- |
| 1. nagrada | »Smrkci« (Bukovci)                             | 250.000 tolarjev |
| 2. nagrada | »Mravlje« (Celje)                              | 150.000 tolarjev |
| 3. nagrada | »Termoelektrarna Trbovlje« (TET 3 TD Benedikt) | 100.000 tolarjev |

### Za udeležbo osnovnih šol na karnevalski povorki
Prve in druge nagrade niso podelili, saj se je povorke udeležila le ena šola.
|            | Nastopajoči                            | Nagrada                    |
| ---------- | -------------------------------------- | -------------------------- |
| 1. nagrada | »Rožnati valentinčki« (OŠ Olge Meglič) | Avtobusni prevoz do 500 km |
| 2. nagrada | jih niso podelili                      | Avtobusni prevoz do 300 km |
| 3. nagrada | jih niso podelili                      | Avtobusni prevoz do 200 km |

### Najbolj domiselne skupinske maske na karnevalskem balu v šotoru
Podeljene na karnevalskem balu na pustno soboto;
|            | Nastopajoči           | Nagrada     |
| ---------- | --------------------- | ----------- |
| 1. nagrada | podatki niso na voljo | 100,000 SIT |
| 2. nagrada | podatki niso na voljo | 60,000 SIT  |
| 3. nagrada | podatki niso na voljo | 30,000 SIT  |

### Najlepše okrašena stanovanjske hiše
- 40,000 tolarjev
- 25,000 tolarjev
- 10,000 tolarjev

### Najlepše okrašene izložbe
- 40,000 tolarjev
- 25,000 tolarjev
- 10,000 tolarjev

## Trasa

### Karnevalska povorka
- Potrčeva (start) – Ciril Metodov drevored – Osojnikova – Trstenjakova – Slomškova – Novi trg – Miklošičeva – Mestni trg – Krempljeva – Dravska – Cafova – Prešernova – Slovenski trg – Slomškova – Potrčeva –  Parkirišče za avtobusna postaja (zaključek)

## Bližnji etnografski fašenki

### V okolici Ptuja
| #  | Povorka         | Dan               | Od   |
| -- | --------------- | ----------------- | ---- |
| 8. | Markovci        | pustna nedelja    | 1992 |
| 7. | Cirkovce        | pustni torek      | 1993 |
| 6. | Cirkulane       | pustna sobota     | 1994 |
| 4. | Videm pri Ptuju | pustni ponedeljek | 1996 |